# DEL 2005/06
Die DEL-Saison 2005/06, die am 8. September 2005 begann, war die 12. Saison der Deutschen Eishockey Liga. Die letzten Vorrundenspiele fanden am 12. März 2006 statt, der Deutsche Meister Eisbären Berlin konnte seinen Titel am 17. April verteidigen. Die Kassel Huskies stiegen hingegen nach einer Niederlage in der Play-down-Runde gegen Aufsteiger Füchse Duisburg in die 2. Bundesliga ab.

## Voraussetzungen

### Teilnehmer
| Klub                     | Standort   | Vorjahr    | Play-offs↑ Play-downs↓ |
| ------------------------ | ---------- | ---------- | ---------------------- |
| Augsburger Panther       | Augsburg   | 7.         | Viertelfinale↑         |
| Eisbären Berlin          | Berlin     | 2.         | Deutscher Meister↑     |
| DEG Metro Stars          | Düsseldorf | 10.        | –                      |
| EV Duisburg „Die Füchse“ | Duisburg   | Aufsteiger | Gewinner↓              |
| Frankfurt Lions          | Frankfurt  | 1.         | Halbfinale↑            |
| Hamburg Freezers         | Hamburg    | 8.         | Viertelfinale↑         |
| Hannover Scorpions       | Hannover   | 12.        | –                      |
| ERC Ingolstadt           | Ingolstadt | 5.         | Halbfinale↑            |
| Iserlohn Roosters        | Iserlohn   | 11.        | –                      |
| Kassel Huskies           | Kassel     | 14.        | Verlierer↓             |
| Kölner Haie              | Köln       | 4.         | Viertelfinale↑         |
| Krefeld Pinguine         | Krefeld    | 9.         | –                      |
| Adler Mannheim           | Mannheim   | 6.         | Vizemeister↑           |
| Nürnberg Ice Tigers      | Nürnberg   | 3.         | Viertelfinale↑         |

### Modus und Regelwerk
Die Saison 2005/06 war die vorerst letzte der DEL mit sportlichem Absteiger. Das sollte ab der Saison 2006/07 für Planungssicherheit der Clubs und Sponsoren sorgen. Daher war es vor allem für die kleineren und weniger finanzkräftigen Vereine wichtig, die Play-downs am Ende der Saison nicht zu verlieren. Ein potenzieller Aufsteiger musste sich ab der folgenden Saison sowohl sportlich, als auch wirtschaftlich und infrastrukturell für die DEL qualifizieren. Diese Regelungen, die in einem Kooperationsvertrag zwischen DEL, Eishockeyspielbetriebsgesellschaft und Deutschem Eishockey-Bund festgelegt wurden, lösten auch bei den Fans einiger DEL-Vereine Proteste aus.
Im Gegensatz zum sportlichen Abstieg wurde die umstrittene Auslegung der IIHF-Regel 554c nicht abgeschafft. Auch weiterhin mussten die Referees auf eine Zwei-Minuten-Strafe entscheiden, wenn ein Spieler den Puck über die Bande schoss. Keine Veränderung wurde auch bezüglich des Ausländerkontingents beschlossen. Jeder Club durfte weiterhin zwölf ausländische Spieler lizenzieren, jedoch nur elf pro Partie einsetzen.
Die bestehende Vorschrift, dass das dunkle Trikot Heimtrikot sein musste, wurde ab der Spielzeit 2005/06 nicht mehr so streng gehandhabt. Jedes Team musste zu Saisonbeginn melden, welches Trikot vor eigenem Publikum getragen werden sollte. Die Auswärtsmannschaft musste sich dann darauf einstellen.
Die Förderlizenz-Regelung wurde gegenüber der Vorsaison nicht verändert. Wie zuvor konnten deutsche Feldspieler, die nach dem 1. Mai 1982 geboren wurden, und deutsche Torhüter, die am 1. Mai 1980 noch nicht auf der Welt waren, mit Förderlizenz zu einem Team in einer unteren Liga geschickt werden, um dort Spielpraxis zu sammeln. Jeder DEL-Mannschaft war es vorgeschrieben, mindestens vier solcher Spieler unter Vertrag zu haben.

### Sportliches
Die Gehaltsobergrenze, die vor der Saison von NHL und NHLPA vereinbart worden war, war verantwortlich dafür, dass die Clubs der DEL ungewöhnlich wenige neue Spieler aus Nordamerika verpflichteten. Denn sie zwang die NHL-Franchises dazu, eher auf preiswertere Spieler zu setzen, sodass Spieler, die schon bei DEL-Clubs auf der Beobachtungsliste standen, doch in Nordamerika blieben, um auf eine Chance in der NHL zu warten. Bis zum 1. August 2005 hatten die Vereine der DEL erst vier Spieler aus Nordamerika verpflichtet (Michel Périard, Lonny Bohonos, Mathieu Darche, Jason Holland). Zu Beginn der Saisonvorbereitung fehlten den Hamburg Freezers noch drei Plätze in den ersten beiden Sturmformationen, die Eisbären hatten gar zu diesem Zeitpunkt noch keinen einzigen neuen Spieler unter Vertrag. Dabei waren in der Saison zuvor noch 22 NHL-Spieler in Deutschland aktiv gewesen.
Eigentlich standen nach den Play-downs der vorherigen Saison die Kassel Huskies als Absteiger fest. Sie rückten aber für die Grizzly Adams Wolfsburg nach, denen die DEL-Gesellschafterversammlung wegen einer zu kleinen und maroden Halle die Lizenz entzogen hatte. Diese Unsicherheit in Bezug auf die Frage des Absteigers und Unstimmigkeiten in der Führungsriege führten dazu, dass fast alle Leistungsträger der Huskies des letzten Jahres schon vor Lizenzerteilung bei Konkurrenten unterschrieben hatten (z. B. Daniel Corso und David Gosselin in Frankfurt, Brian Swanson und Christian Laflamme in Nürnberg, Kirk Furey in Iserlohn sowie Stephan Retzer in Mannheim) und nur wenig Zeit bestand, einen Kader zu formen.

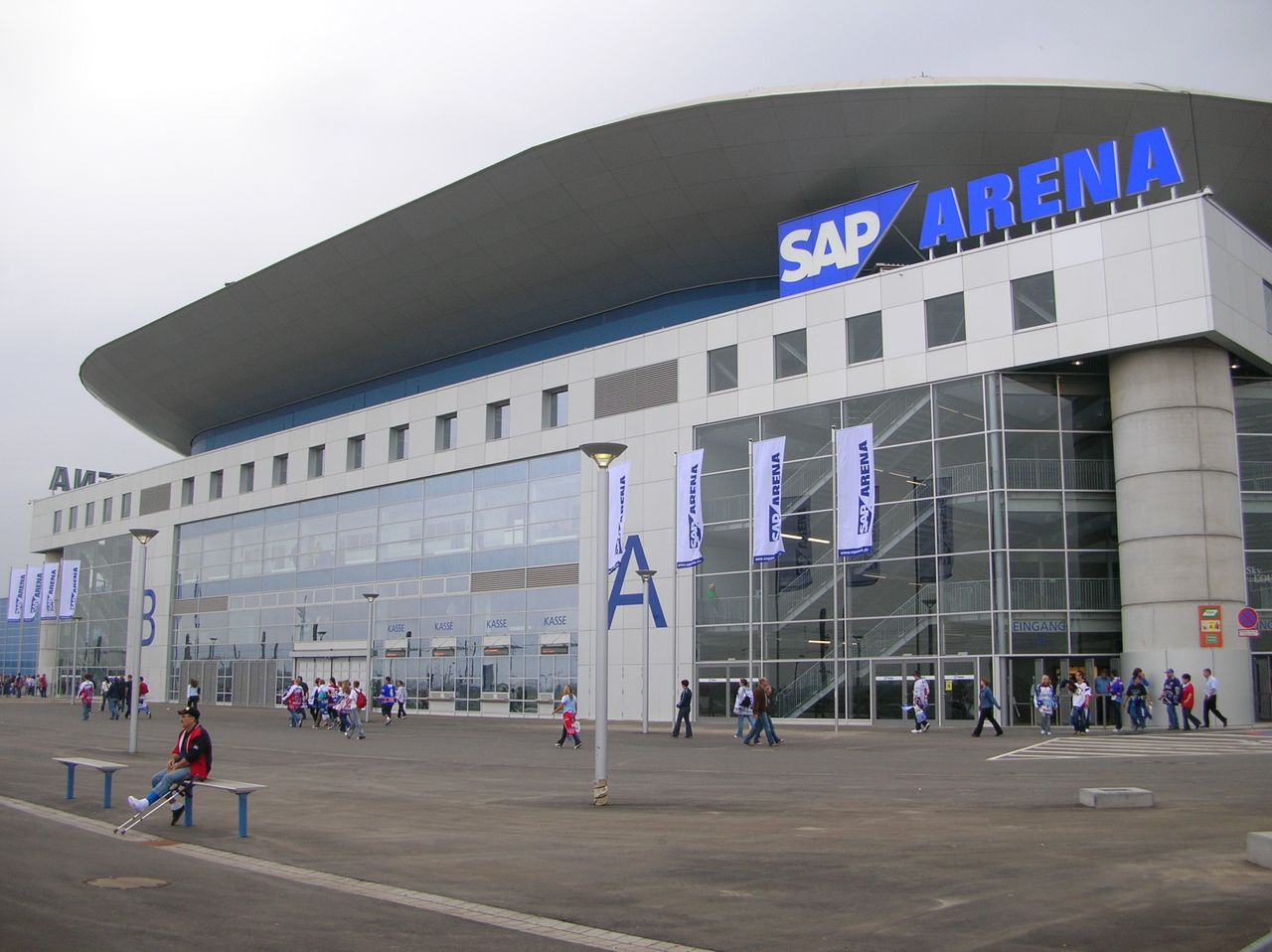
SAP-Arena in Mannheim

Nach Hamburg, Köln, Hannover, Krefeld, Nürnberg und Ingolstadt war Mannheim der siebte DEL-Standort, der in den letzten Jahren eine Multifunktionsarena erhielt: Die SAP Arena fasst knapp 14.000 Zuschauer und wurde Austragungsort der Eishockey-Weltmeisterschaft 2010.
Negativ auf die DEL wirkte sich auch der Abstieg der Nationalmannschaft aus, denn im Gegensatz zu den Frankfurt Lions vor einem Jahr waren die Eisbären Berlin nicht mehr für den IIHF European Champions Cup qualifiziert. Dagegen folgten sie der Einladung des HC Davos zum renommierten Spengler Cup, den sie mit zwei Punkten Rückstand auf Sieger Team Canada als Dritter abschlossen.

### Wirtschaft

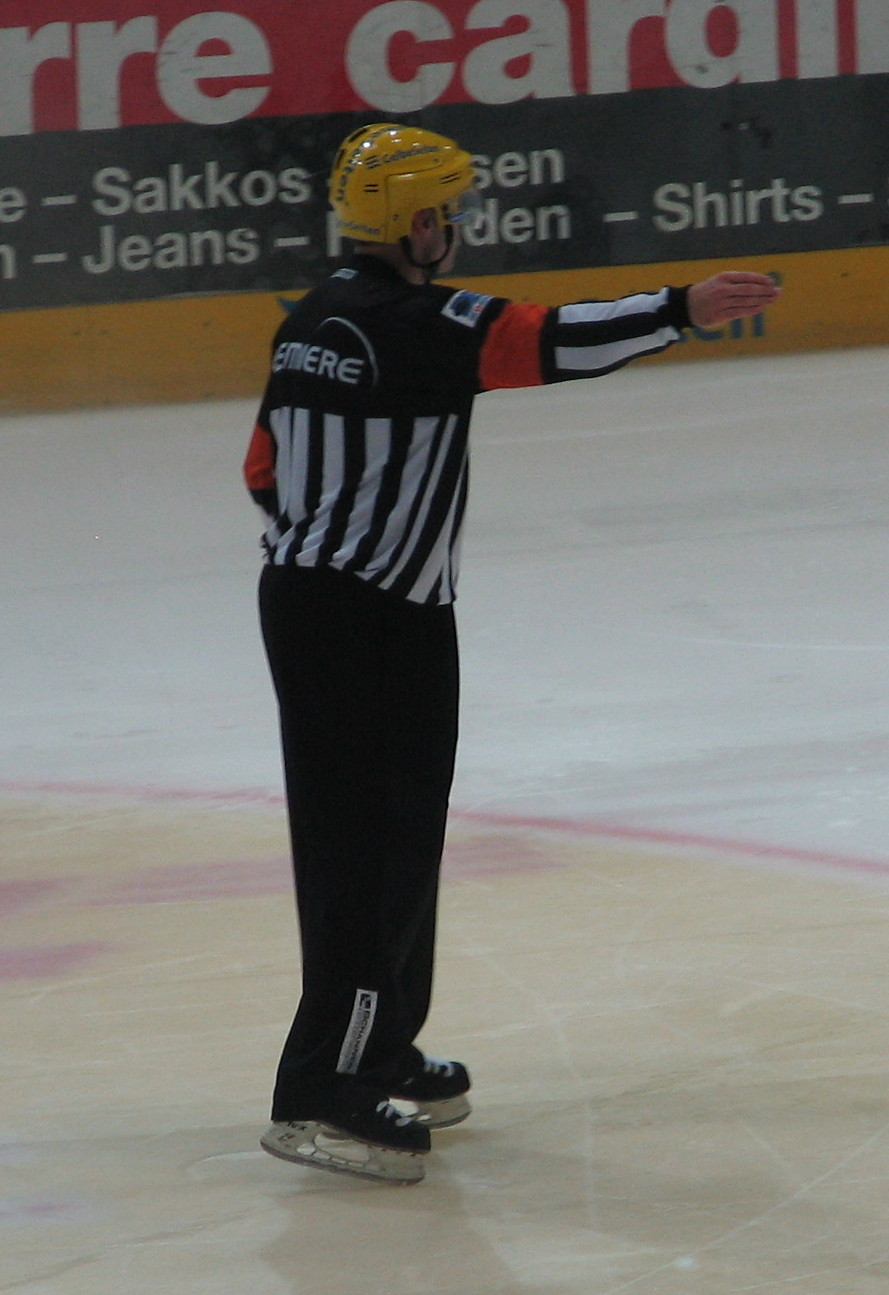
DEL-Profi-Referee Rick Looker mit Premiere-Logo, dahinter (verdeckt) das Zeichen der Gelben Seiten auf der Bande

Im Vergleich zum Vorjahr konnte der Etat der 14 Mannschaften um 5 % auf 69,8 Mio. € gesteigert werden. Der DEL stand – verglichen mit Handball und Basketball – eine hohe Summe an TV-Geldern vom Pay-TV-Sender Premiere (195.000 €/Club) zur Verfügung. Die Eliteligen der anderen beiden Sportarten erhielten nur einen Bruchteil davon. Als Hauptsponsor der Liga warben die Gelben Seiten in jedem Stadion an der Bande sowie auf den offiziellen Internetpräsenzen der Clubs mit einem DEL-Gelbe-Seiten-Doppellogo. Die Schiedsrichter liefen in den letzten Monaten der Spielzeit mit einem Premiere-Schriftzug auf dem Rücken auf.
| Etat-Übersicht der DEL-Clubs 2005/06 | Etat-Übersicht der DEL-Clubs 2005/06 | Etat-Übersicht der DEL-Clubs 2005/06 | Etat-Übersicht der DEL-Clubs 2005/06 | Etat-Übersicht der DEL-Clubs 2005/06   | Etat-Übersicht der DEL-Clubs 2005/06 |
| Club                                 | Etat 2005/06                         | Veränderung gegenüber dem Vorjahr    | Zuschauerschnitt (Kalkulation)       | tatsächlicher Zuschauerschnitt 2005/06 | Veränderung gegenüber dem Vorjahr    |
| ------------------------------------ | ------------------------------------ | ------------------------------------ | ------------------------------------ | -------------------------------------- | ------------------------------------ |
| Augsburger Panther                   | 3,3 Mio. €                           | +0,3 Mio. €                          | 3.800                                | 3.727                                  | −638                                 |
| Eisbären Berlin                      | 6,5                                  | /                                    | 4.400                                | 4.339                                  | −90                                  |
| DEG Metro Stars                      | 6,2                                  | /                                    | 5.400                                | 6.601                                  | +639                                 |
| EV Duisburg                          | 3,5                                  | +1,5                                 | 2.500                                | 2.489                                  | +993                                 |
| Frankfurt Lions                      | 4,5                                  | +0,4                                 | 5.000                                | 6.319                                  | −100                                 |
| Hamburg Freezers                     | 7,1                                  | +0,1                                 | 9.500                                | 10.810                                 | −1.037                               |
| Hannover Scorpions                   | 3,8                                  | /                                    | 5.500                                | 5.538                                  | +827                                 |
| ERC Ingolstadt                       | 5,2                                  | +0,2                                 | 3.800                                | 4.112                                  | −48                                  |
| Iserlohn Roosters                    | 2,7                                  | +0,2                                 | 2.800                                | 3.475                                  | −215                                 |
| Kassel Huskies                       | 3,7                                  | +0,2                                 | 4.000                                | 4.245                                  | +393                                 |
| Kölner Haie                          | 6,5                                  | /                                    | 10.000                               | 12.511                                 | +276                                 |
| Krefeld Pinguine                     | 4,0                                  | +0,5                                 | 5.100                                | 4.391                                  | +294                                 |
| Adler Mannheim                       | 8,0                                  | +1,3                                 | 8.000                                | 11.056                                 | +5.918                               |
| Nürnberg Ice Tigers                  | 4,8                                  | +0,1                                 | 5.350                                | 5.038                                  | −132                                 |

Die Adler Mannheim lösten damit die Hamburg Freezers wieder als Etat-Krösus ab. Schlusslicht dieser Rangfolge blieben die Iserlohn Roosters. Das Budget des EV Duisburg erfuhr angesichts des Aufstiegs fast eine Verdoppelung, die Adler planten aufgrund der Mehreinnahmen durch die SAP-Arena mit mehr Geld. Die Krefeld Pinguine hatten die finanzielle Krise nach der Meisterschaft 2003 mittlerweile wieder einigermaßen verdaut und erhöhten den Etat um eine halbe Million Euro. Die starke Saison der Frankfurter, die durch den erneuten Einzug ins Halbfinale gekrönt wurde, brachte dem Meister von 2004 eine Etat-Erhöhung von 400.000 Euro. Insgesamt brachten die Clubs zur Saison 2005/06 eine neue Rekordsumme von knapp 70 Millionen Euro auf.

## Vorrunde
Die Vorrunde wurde als Doppelrunde ausgespielt, so dass jeder gegen jeden vier Partien austrug.

### September 2005
Am 8. September 2005 begann die zwölfte Spielzeit der DEL mit der Partie der Adler Mannheim gegen die DEG Metro Stars.
Team der Stunde in der Anfangsphase dieser DEL-Saison waren klar die Hannover Scorpions, die die ersten sechs Saisonspiele alle gewinnen konnten und schon hier einen wichtigen Grundstein zum späteren Erreichen der Play-offs legten. Ein guter Saisonstart gelang auch den Frankfurt Lions, die in den ersten neun Spielen 21 Punkte holten, ganz im Gegensatz zu den Hamburg Freezers, die nach vier von acht Spielen zu Saisonstart (1., 2., 6. und 8. Spieltag) sogar Tabellenletzte waren. Das lag unter anderem an den nicht zufriedenstellenden Leistungen der Paradereihe mit Benoît Gratton, François Fortier und Marc Beaucage lag. Ab dem 30. September lief es besser, was sich in acht Heimsiegen in Serie widerspiegelte.
Am 23. September verletzte sich der Goalie der Kölner Haie, Oliver Jonas, sodass der damals erst 19-Jährige Thomas Greiss eine Chance im Tor der Haie erhielt, die er zu nutzen wusste. Der Youngster war nicht nur, während Jonas nicht spielfähig war, ein guter Vertreter, sondern etablierte sich auch danach als Nummer-1-Goalie. Vier der ersten fünf Spiele der Duisburger gingen verloren, der Start verlief einigermaßen durchwachsen, wurde durch zwei Niederlagenserien im Dezember und Januar aber noch getoppt. Nur fünf Siege aus den ersten 20 Spielen wiesen auch für die Kassel Huskies den Weg von Anfang an in den Tabellenkeller. Viele kurzfristig verpflichtete Spieler mussten sich erst an das DEL-Niveau gewöhnen.
Einen hervorragenden Start in die DEL erwischte der später auch zum „Rookie des Jahres“ (bester neuer Spieler) gewählte Michael Wolf (Iserlohn Roosters). Allein im Heimspiel gegen die Eisbären Berlin erzielte Wolf 3 Treffer (Endstand: 9:6). Ernst Höfner, Co-Trainer der deutschen Nationalmannschaft, lobte ihn nach der Saison so: „Er war schon immer dynamisch, ein Kämpfer, gab 100 %. Jetzt macht er auch noch seine Tore.“ Außerdem sei er als einziger deutscher Liga-Neuling auf Anhieb Leistungsträger geworden. Zum zweitbesten Rookie wurde der Duisburger Michael Waginger gewählt, der wie Wolf erst in relativ spätem Alter (26, Wolf war 24) aus der 2. Bundesliga in die höchste deutsche Spielklasse wechselte und dort gleich wichtige Aufgaben in seiner Mannschaft bekam. In Anbetracht solcher Erfolge setzte die DEL das Förderlizenz-Alter zur Saison 2006/07 von bisher 23 auf 25 Jahre.
Ende des Monats September absolvierte Mirko Lüdemann noch sein 600. DEL-Spiel.

### Oktober 2005
Anfang Oktober musste das Spiel der Nürnberg Ice Tigers gegen die Adler Mannheim abgesagt werden, da ein Eismeister in der Arena Nürnberger Versicherung beim Bohren der Löcher für die Tore eine Kühlleitung beschädigt hatte, sodass gesundheitsgefährdendes Ammoniak austrat. Die Ice Tigers kamen für die 5.000 € Reisekosten der Mannheimer auf.
Gleichzeitig bekam der EV Duisburg ein arges Torhüter-Problem, als sich der Stammtorwart Patrick Koslow beim Pokalspiel in Düsseldorf durch bengalisches Feuer am Auge verletzte, woraufhin die Füchse Patrick Ehelechner aus Mannheim ausliehen. Ein 9:6-Sieg der Roosters leitete eine Serie von vier Niederlagen in Serie bei den Eisbären Berlin ein, der Tiefpunkt der Saison beim deutschen Meister, der sich zum Ende hin enorm steigerte. Vier Niederlagen in Folge setzte es im Oktober auch für die DEG, die in dieser Spielzeit nie wieder öfter direkt hintereinander verloren. In Mannheim wurden zu dieser Zeit die Pressekonferenzen nach dem Spiel abgeschafft und durch einen sogenannten „Open-Locker-Room“ ersetzt. Journalisten konnten sich nach dem Spiel in den Mannschaftskabinen die Äußerungen der Beteiligten zum Spiel anhören.
Am 12. Spieltag begann für die Augsburger Panther eine 13 Spiele andauernde Niederlagenserie. Einen Spieltag später gab es dann einen Wechsel an der Tabellenspitze der DEL – der ERC Ingolstadt stieg auf den ersten Platz auf und verließ ihn erst am 50. Spieltag wieder. Der Oktober war der wahrscheinlich erfolgreichste Monat der Vereinsgeschichte für die Ingolstädter, denn auf sieben Siege kam nur eine Niederlage. Für die Nürnberg Ice Tigers begannen Ende des Monats erfolgreiche Wochen mit 20 von 24 möglichen Punkten.
Ihr 600. DEL-Spiel bestritten im Oktober der Frankfurter Martin Reichel und der Kölner Tino Boos.

### November 2005
Im November trat der US-amerikanische Profi-Schiedsrichter Rick Looker seinen Dienst in der DEL an.
Am 2. November kam es zur ersten Trainerentlassung der Saison: Die Augsburger Panther trennten sich von Coach Randy Edmonds und stellten am 14. November Paulin Bordeleau als seinen Nachfolger ein. Unter Verletzungspech litten die Hamburg Freezers: Nach Torhüter Boris Rousson und Back-up Steffen Karg fiel auch Tobias Güttner verletzt aus, weshalb man sich Hilfe von den Eisbären Berlin holte. Youri Ziffzer wurde für einige Wochen ausgeliehen, Roland Schröder kam aus Braunlage. Ziffzer kehrte schnell wieder nach Berlin zurück, Güttner war wieder einsatzbereit. Doch gegen Ende des Monats verletzte sich Güttner erneut. Prompt kam erneut Hilfe aus Berlin, die Eisbären liehen den Freezers Sebastian Stefaniszin.
In Kassel beendete Martin Sychra seine Karriere vorzeitig, nachdem er im November den vierten Bandscheibenvorfall in den letzten drei Jahren erlitten hatte. Dagegen verzichteten die Adler Mannheim ganz freiwillig auf einen Spieler: Steve Kelly, der bis dahin die teaminterne Scorer-Wertung anführte, wurde nach Streitigkeiten mit Co-Trainer Jackson Penney beurlaubt. Am 29. November wurde er als Neuzugang beim Erzrivalen der Adler, den Frankfurt Lions, vorgestellt. Die Kölner Haie hatten bisher keine Verstärkung gebraucht, jedes Spiel in diesem Monat wurde gewonnen.
Die Auswirkungen des Trainerwechsels in Augsburg waren nicht sofort zu spüren. Die Bilanz der Panther im November: 13 Niederlagen in Folge. Eine von ihnen beendete eine acht Spiele andauernde Durststrecke der Iserlohn Roosters. Mannheim verpflichtete unterdessen Daniel Del Monte aus der zweiten Liga. Es sollte aufgrund des leeren Spielermarktes nicht der letzte Spieler sein, der während der Saison aus der zweiten Liga aufstieg. Bei den Eisbären Berlin wuchs die Einsicht, dass man mit den drei 19-jährigen Nachwuchstalenten Daniar Dshunussow, Youri Ziffzer und Sebastian Stefaniszin den Meistertitel nicht verteidigen werden könne. Deshalb verpflichtete Manager Peter John Lee im November den jungen Tschechen Tomáš Pöpperle.

### Dezember 2005
Anfang Dezember waren die Kölner Haie Mannschaft der Stunde, denn nach 13 Siegen in Folge festigten sie den zweiten Platz hinter dem ERC Ingolstadt. Unterdessen tauschten die Hannover Scorpions und die Kassel Huskies zwei Spieler untereinander. Verteidiger Brad Burym ging nach Nordhessen, im Gegenzug wurde Dominik Hammer ein Scorpion. Letztere durchliefen jedoch gerade ihr Saisontief, auch bedingt durch das Verletzungspech, das zur Reaktivierung des 43-jährigen Wally Schreiber führte.
Im Dezember folgte der zweite Trainerwechsel der Spielzeit. Bei den Adlern Mannheim kam Angst auf, die Play-offs zu verpassen, weshalb sie Stéphane Richer beurlaubten und kurz darauf Greg Poss einstellten. Poss, der mit einem Zwei-Jahres-Vertrag ausgestattet wurde, hatte am Tag seiner Einstellung im Einvernehmen mit dem DEB seinen Kontrakt als Bundestrainer aufgelöst.
Als erster von drei Clubs mussten die Kölner Haie im Dezember infolge eines mangelhaften Ordnungsdienstes eine Geldstrafe von 5.000 € an die DEL zahlen. Während eines Heimspiels in der KölnArena waren Gegenstände aufs Eis geworfen worden.
Am 23. Dezember schlossen DEL und DEB einen neuen Kooperationsvertrag, der eine erweiterte Nachwuchsförderung, eine Stärkung der Nationalmannschaften, aber keinen sportlichen Auf- und Abstieg zwischen erster und zweiter Liga vorsah.
Michael Bresagk von den Frankfurt Lions freute sich in diesem Monat über sein 600. DEL-Spiel.

### Januar 2006
Seit dem ersten Januar sollten Schiedsrichter eine höhere Aufmerksamkeit auf Fouls wie Haken, Halten oder Behinderung legen, was vor allem schnellen und technisch versierten Spielern zugutekommen sollte. Diese Richtlinie wurde zunächst sehr streng gehandhabt. Am ersten Spieltag des neuen Jahres verteilten die Referees im Durchschnitt 62 Strafminuten pro Partie.
Am 3. Januar verpflichteten die Iserlohn Roosters den Torhüter Rich Parent, der schon zwei Jahre vorher einmal für den IEC gehalten hatte, um Stabilität im Abstiegskampf zu gewinnen. Die alte Nummer eins, Dimitrij Kotschnew, leistete sich in den letzten Spielen zu viele Fehler und reagierte daher auf den Parent-Einkauf wenig glücklich. Kein Wechsel im Tor, dafür an der Bande wurde am 10. Januar in Kassel vollzogen. Der glücklose Bernie Englbrecht wurde beurlaubt, über dessen Entlassung es schon im November erste öffentliche Diskussionen gegeben hatte. Damals hatte sich aber der Spielerrat um Kapitän Tobias Abstreiter dagegen ausgesprochen. Jetzt entließ Gesellschafter Rainer Lippe Englbrecht doch, was den Rücktritt Abstreiters zur Folge hatte. Der Kapitän konnte wenig später aber doch noch einmal zum Widerruf überredet werden. Neuer Trainer wurde der in Mannheim entlassene Stéphane Richer.
Die DEL verurteilte im Januar erst den EV Duisburg, später auch die Kassel Huskies wegen mangelhaften Ordnungsdienstes zu einer Geldstrafe in Höhe von 2.500 €, weil auch in deren Stadien während eines Spiels Gegenstände auf die Eisfläche geworfen worden waren.
Eine positive Nachricht konnten derweil die DEG Metro Stars vermelden. Top-Scorer Tore Vikingstad, dem eine Rückkehr in die norwegische Heimat nachgesagt wurde, verlängerte seinen Kontrakt in Düsseldorf bis 2008. Zum ersten Mal seit dem 6. November verloren die Eisbären Berlin am 22. Januar ein Auswärtsspiel, für den Gegner, die Füchse Duisburg, war es der vorletzte Sieg der Vorrunde.

### Februar 2006
Woanders wurden Trainer entlassen, in Hamburg und Düsseldorf wurden im Februar Verträge mit Übungsleitern verlängert. Sowohl Mike Schmidt als auch Don Jackson werden auch in der kommenden Saison bei ihren Mannschaften das Sagen haben.
Zu den Olympischen Spielen in Turin unterbrach die DEL, wie schon im November für den TUI Nations Cup, ihren Spielbetrieb. Diese Pause nutzten viele Mannschaften für Testspiele oder Turniere im Ausland. Die Frankfurt Lions bestritten ein Turnier in Nagano, die Iserlohn Roosters und die Kölner Haie gewannen den Ahearne Cup in England für Deutschland, der EV Duisburg bestritt ein Turnier in Holland und Augsburg, Ingolstadt, Nürnberg, Kassel sowie Hamburg waren in dieser Zeit in die Schweiz gereist.
Neben Spielen gab es in dieser Pause aber auch noch einige Wechsel. So holten die Pinguine aus Krefeld beispielsweise Dave Tomlinson, Hamburg verstärkte sich mit Andrej Nedorost, Ingolstadt verpflichtete Jeff Maund und in Frankfurt unterschrieben Petr Macholda und Christian Kohmann, der aus Kassel kam. Des Weiteren wechselten Jan Alinč und Mike Souza nach Köln, Tero Lehterä nach Duisburg und Jonathan Lehun zum Meister aus Berlin.
Lehun gab am ersten Spieltag nach den Olympischen Spielen sein Debüt im Eisbären-Dress, die vier Olympioniken wurden jedoch geschont. Das führte zu Anschuldigungen, man betriebe Wettbewerbsverzerrung, da der Gegner gerade die Krefeld Pinguine waren, die noch um den Einzug in die Play-offs kämpften. Doch die Hauptstädter gewannen das Spiel mit 5:3, was diese Vermutungen aus der Welt schaffte.
Nicht so gut aus der Olympiapause kamen die Frankfurt Lions, die bis zum Ende der Vorrunde nur noch einen Punkt (ausgerechnet gegen den Erzrivalen Mannheim) sammeln konnte.
Im Februar spielte Kassels Kapitän Tobias Abstreiter zum 600. Mal in der DEL.

### März 2006
Der März begann damit, dass sich mit den Hamburg Freezers das sechste Team die Play-off-Teilnahme sicherte. Ab diesem Zeitpunkt kämpften vier Mannschaften um die letzten beiden Plätze. Am 49. Spieltag besiegte Krefeld den Konkurrenten aus Mannheim, womit die Pinguine Frankfurt auf Rang acht ablösten. Diese Reihenfolge blieb bis zum Schluss bestehen, Hannover und Krefeld hießen die letzten beiden Play-off-Teilnehmer. In Frankfurt mussten die Spieler daraufhin einzeln zum Rapport, bei den Adlern waren die Planungen für die kommende Saison schon so gut wie abgeschlossen. Manager Marcus Kuhl übernahm die alleinige Verantwortung für das schlechte Abschneiden ausgerechnet im ersten Jahr der SAP Arena.
Am vorletzten Spieltag wechselte der Tabellenführer. Der ERC Ingolstadt, der nun ganze 134 Tage Tabellenführer der DEL war, wurde kurz vor Schluss von den Eisbären Berlin abgelöst. Äußerst positiv verlief auch der Schlussspurt der Augsburger Panther. Sie verdrängten die Kassel Huskies noch von Platz 12 und sicherten sich so den vorzeitigen Klassenerhalt.

### Abschlusstabelle
|     | Klub                | Sp | S  | N  | Tore    | Punkte |
| --- | ------------------- | -- | -- | -- | ------- | ------ |
| 1.  | Eisbären Berlin (M) | 52 | 34 | 18 | 181:142 | 100    |
| 2.  | ERC Ingolstadt      | 52 | 33 | 19 | 162:120 | 98     |
| 3.  | DEG Metro Stars     | 52 | 30 | 22 | 171:143 | 93     |
| 4.  | Nürnberg Ice Tigers | 52 | 28 | 24 | 137:120 | 91     |
| 5.  | Kölner Haie         | 52 | 30 | 22 | 185:143 | 89     |
| 6.  | Hamburg Freezers    | 52 | 29 | 23 | 144:145 | 85     |
| 7.  | Hannover Scorpions  | 52 | 28 | 24 | 158:150 | 84     |
| 8.  | Krefeld Pinguine    | 52 | 28 | 24 | 173:169 | 79     |
| 9.  | Frankfurt Lions     | 52 | 23 | 29 | 124:137 | 70     |
| 10. | Adler Mannheim      | 52 | 23 | 29 | 148:155 | 68     |
| 11. | Iserlohn Roosters   | 52 | 21 | 31 | 166:178 | 65     |
| 12. | Augsburger Panther  | 52 | 20 | 32 | 139:184 | 61     |
| 13. | Kassel Huskies      | 52 | 20 | 32 | 137:179 | 58     |
| 14. | Füchse Duisburg (N) | 52 | 17 | 35 | 131:191 | 51     |

Abkürzungen: Sp = Spiele, S = Siege, SOS = Siege nach Penaltyschießen, SON = Niederlagen nach Penaltyschießen, N = Niederlagen, (M) = Titelverteidiger, (N) = Neuling

Erläuterungen:       = Qualifikation für die Play-offs,       = Saison beendet,       = Play-downs
Die ersten acht Vereine der obigen Tabelle spielten um die Meisterschaft, die letzten beiden gegen den Abstieg. Damit haben sich die Adler Mannheim, Vizemeister der vergangenen Saison, erstmals seit Einführung der Play-offs im deutschen Eishockey nicht für die Endrunde qualifiziert. Auch für die Frankfurt Lions war die Saison trotz höherer Erwartungen schon frühzeitig beendet. Für sie spielten die Hannover Scorpions und die Krefeld Pinguine nach mehrjähriger Abstinenz wieder in der Runde der besten Acht.

### Ranglisten
| Top-Scorer                             | Top-Scorer | Top-Scorer | Top-Scorer | Top-Scorer |
| Spieler                                | Spiele     | Tore       | Assists    | Punkte     |
| -------------------------------------- | ---------- | ---------- | ---------- | ---------- |
| Tore Vikingstad (DEG Metro Stars)      | 52         | 23         | 41         | 64         |
| David McLlwain (Kölner Haie)           | 51         | 14         | 50         | 64         |
| Ivan Čiernik (Kölner Haie)             | 51         | 29         | 31         | 60         |
| Scott King (Augsburger Panther)        | 52         | 22         | 38         | 60         |
| Alexander Seliwanow (Krefeld Pinguine) | 51         | 30         | 29         | 59         |
| Top-Torschütze                         |            |            |            |            |
| Alexander Seliwanow (Krefeld)          | 51         | 30         | 29         | 59         |
| Ivan Čiernik (Köln)                    | 51         | 29         | 31         | 60         |
| Klaus Kathan (Düsseldorf)              | 52         | 28         | 20         | 48         |
| Top-Vorlagengeber                      |            |            |            |            |
| David McLlwain (Köln)                  | 51         | 14         | 50         | 64         |
| Tore Vikingstad (Düsseldorf)           | 52         | 23         | 41         | 64         |
| Scott King (Augsburg)                  | 52         | 22         | 38         | 60         |

| Top-Verteidiger                  | Top-Verteidiger | Top-Verteidiger | Top-Verteidiger | Top-Verteidiger |
| Spieler                          | Spiele          | Tore            | Assists         | Punkte          |
| -------------------------------- | --------------- | --------------- | --------------- | --------------- |
| Stéphane Julien (Köln)           | 51              | 18              | 34              | 52              |
| Jeff Tory (Düsseldorf)           | 52              | 14              | 32              | 46              |
| Derrick Walser (Eisbären Berlin) | 48              | 19              | 24              | 43              |
| Mirko Lüdemann (Köln)            | 47              | 9               | 30              | 39              |
| Shane Peacock (Hamburg Freezers) | 51              | 7               | 30              | 37              |

| Top-Torhüter                                                                          | Top-Torhüter | Top-Torhüter | Top-Torhüter | Top-Torhüter | Top-Torhüter | Top-Torhüter | Top-Torhüter |
| Spieler                                                                               | Einsätze     | SaT          | GT           | GT-Schnitt   | SGH          | Fangquote    | SO           |
| ------------------------------------------------------------------------------------- | ------------ | ------------ | ------------ | ------------ | ------------ | ------------ | ------------ |
| Tomáš Pöpperle (Berlin)                                                               | 31           | 946          | 67           | 2,18         | 879          | 92,92        | 3            |
| Jean-François Labbé (Nürnberg Ice Tigers)                                             | 49           | 1423         | 104          | 2,16         | 1319         | 92,69        | 3            |
| Thomas Greiss (Köln)                                                                  | 27           | 865          | 64           | 2,46         | 801          | 92,60        | 1            |
| Jimmy Waite (ERC Ingolstadt)                                                          | 50           | 1398         | 108          | 2,21         | 1290         | 92,27        | 5            |
| Andrei Trefilow (Düsseldorf)                                                          | 23           | 537          | 44           | 2,14         | 493          | 91,81        | 0            |
| SaT = Schüsse aufs Tor; GT = Gegentore; SGH = Anzahl gehaltener Schüsse; SO = Shutout |              |              |              |              |              |              |              |

| Beste Plus/Minus-Statistiken | Beste Plus/Minus-Statistiken | Beste Plus/Minus-Statistiken | Beste Plus/Minus-Statistiken | Beste Plus/Minus-Statistiken |
| Spieler                      | Spiele                       | +                            | -                            | Gesamt                       |
| ---------------------------- | ---------------------------- | ---------------------------- | ---------------------------- | ---------------------------- |
| Stéphane Julien (Köln)       | 51                           | 56                           | 21                           | 35                           |
| Mirko Lüdemann (Köln)        | 47                           | 52                           | 21                           | 31                           |
| Jakub Ficenec (Ingolstadt)   | 46                           | 45                           | 19                           | 26                           |

| Meiste Powerplay-Tore                | Meiste Powerplay-Tore | Meiste Powerplay-Tore | Meiste Powerplay-Tore |
| ------------------------------------ | --------------------- | --------------------- | --------------------- |
| Mark Greig (Iserlohn Roosters)       | 46 Spiele             | 21 Tore               | 13 PP-Tore            |
| Meiste Shorthander                   |                       |                       |                       |
| Ralph Intranuovo (Iserlohn Roosters) | 52 Sp.                | 24 T                  | 4 SH                  |

| | Powerplay-Effizienz | Powerplay-Effizienz | Unterzahl-Effizienz | Unterzahl-Effizienz |
| --- | ------------------- | ------------------- | ------------------- | ------------------- |
| 1. | Iserlohn Roosters   | 18,91 %             | Frankfurt Lions     | 87,40 %             |
| 2. | Eisbären Berlin     | 18,57 %             | Kölner Haie         | 86,12 %             |
| 3. | Kölner Haie         | 16,88 %             | ERC Ingolstadt      | 86,01 %             |
| 4. | ERC Ingolstadt      | 16,71 %             | Hannover Scorpions  | 85,71 %             |
| 5. | Krefeld Pinguine    | 16,28 %             | Nürnberg Ice Tigers | 85,27 %             |
| |                     |                     |                     |                     |
| 14. | Frankfurt Lions     | 13,39 %             | Kassel Huskies      | 81,28 %             |
| Die Prozentzahlen geben an, aus wie viel Prozent der Überzahl-Situationen ein Tor erzielt, bzw. in wie viel Prozent der Unterzahlsituationen kein Treffer kassiert wurde. |                     |                     |                     |                     |

## Play-downs
Die beiden Tabellenletzten Kassel Huskies und Füchse Duisburg spielten ab dem 15. März in einer Play-down-Serie im Modus „Best-of-Seven“ gegen den Abstieg. Kassel hatte aufgrund der besseren Hauptrundenplatzierung das erste Heimrecht, welches anschließend in jedem Spiel wechselte.
|                |   |                 | Serie | 1   | 2         | 3   | 4   | 5   | 6 | 7 | HR    |
| -------------- | - | --------------- | ----- | --- | --------- | --- | --- | --- | - | - | ----- |
| Kassel Huskies | – | Füchse Duisburg | 1:4   | 3:6 | 4:5 n. V. | 3:2 | 2:5 | 3:4 | – | – | [3:1] |

Damit standen die Kassel Huskies – wie schon im Vorjahr – als sportlicher Absteiger fest, der EV Duisburg erhielt die Qualifikation zur nächsten DEL-Spielzeit.

## Play-offs

### Play-off-Baum
| Viertelfinale | Viertelfinale      | Viertelfinale      |    |                     | Halbfinale | Halbfinale | Halbfinale |  |  | Finale | Finale | Finale |
|               |                    |                    |    |                     |            |            |            |  |  |        |        |        |
| 1.            | Eisbären Berlin    | 4                  |    |                     |            |            |            |  |  |        |        |        |
| 8.            | Krefeld Pinguine   | 1                  |    |                     |            |            |            |  |  |        |        |        |
| 8.            | Krefeld Pinguine   | 1                  | 1. | Eisbären Berlin     | 3          |            |            |  |  |        |        |        |
|               |                    |                    | 1. | Eisbären Berlin     | 3          |            |            |  |  |        |        |        |
|               | 7.                 | Hannover Scorpions | 0  |                     |            |            |            |  |  |        |        |        |
| 2.            | 7.                 | Hannover Scorpions | 0  | ERC Ingolstadt      | 3          |            |            |  |  |        |        |        |
| 2.            |                    |                    |    | ERC Ingolstadt      | 3          |            |            |  |  |        |        |        |
| 7.            | Hannover Scorpions | 4                  |    |                     |            |            |            |  |  |        |        |        |
| 7.            | Hannover Scorpions | 4                  | 1. | Eisbären Berlin     | 3          |            |            |  |  |        |        |        |
|               |                    |                    |    | Eisbären Berlin     | 3          |            |            |  |  |        |        |        |
|               | 3.                 | DEG Metro Stars    | 0  |                     |            |            |            |  |  |        |        |        |
| 3.            | 3.                 | DEG Metro Stars    | 0  | DEG Metro Stars     | 4          |            |            |  |  |        |        |        |
| 3.            |                    |                    |    | DEG Metro Stars     | 4          |            |            |  |  |        |        |        |
| 6.            | Hamburg Freezers   | 2                  |    |                     |            |            |            |  |  |        |        |        |
| 6.            | Hamburg Freezers   | 2                  | 3. | DEG Metro Stars     | 3          |            |            |  |  |        |        |        |
|               |                    |                    | 3. | DEG Metro Stars     | 3          |            |            |  |  |        |        |        |
|               | 5.                 | Kölner Haie        | 2  |                     |            |            |            |  |  |        |        |        |
| 4.            | 5.                 | Kölner Haie        | 2  | Nürnberg Ice Tigers | 0          |            |            |  |  |        |        |        |
| 4.            |                    |                    |    | Nürnberg Ice Tigers | 0          |            |            |  |  |        |        |        |
| 5.            | Kölner Haie        | 4                  |    |                     |            |            |            |  |  |        |        |        |

### Viertelfinale
Das Viertelfinale wurde ab dem 15. März 2006 im Modus „Best-of-Seven“ ausgespielt. Das bestplatzierte Team der Hauptrunde, die Eisbären Berlin, traf auf die achtplatzierten Krefeld Pinguine, der zweitplatzierte ERC Ingolstadt auf den Siebten Hannover Scorpions, der Dritte, die DEG Metro Stars, auf die sechstplatzierten Hamburg Freezers sowie die viertplatzierten Nürnberg Ice Tigers auf die Kölner Haie, die die Hauptrunde als Fünfter beendet hatten.
|                 |   |                  | Serie | 1   | 2   | 3   | 4   | 5   | 6 | 7 | HR    |
| --------------- | - | ---------------- | ----- | --- | --- | --- | --- | --- | - | - | ----- |
| Eisbären Berlin | – | Krefeld Pinguine | 4:1   | 2:4 | 6:1 | 5:4 | 5:2 | 4:1 | – | – | [4:0] |

HR = Hauptrunde
Es war ein klassischer Fehlstart für die Eisbären Berlin in die Play-off-Viertelfinalserie, als die Pinguine die erste Partie mit 4:2 für sich entschieden. Matchwinner war Robert Guillet, der zwei Tore erzielte. Es sollte die einzige Niederlage des späteren Meisters in diesen Play-offs bleiben. Umso ungefährdeter war dann der Sieg im zweiten Spiel. Steve Walker erzielte zwei Tore für den Meister. Die dritte Partie war eine der spannendsten dieser Saison: die Pinguine gingen mit einer 4:2-Führung in den Schlussabschnitt, doch die Berliner konnten vor eigenem Publikum das Spiel innerhalb von acht Minuten noch drehen und Krefeld um den sicheren Sieg bringen. Im vierten Spiel konnte Krefeld ein 2:0 der Berliner noch egalisieren, doch dann drehten die Hauptstädter auf und gewannen mit 5:2. Den Halbfinaleinzug sichern konnten sich die Eisbären dann im fünften Spiel der Serie durch einen ungefährdeten 4:1-Heimsieg gegen die nur noch mit drei Reihen agierenden Pinguine.
|                |   |                    | Serie | 1   | 2   | 3   | 4   | 5   | 6   | 7   | HR    |
| -------------- | - | ------------------ | ----- | --- | --- | --- | --- | --- | --- | --- | ----- |
| ERC Ingolstadt | – | Hannover Scorpions | 3:4   | 3:2 | 1:2 | 6:2 | 2:3 | 5:0 | 1:5 | 3:5 | [2:2] |

Der ERC Ingolstadt führte schon 3:0 im ersten Viertelfinalspiel, als er die Scorpions noch auf 3:2 herankommen ließ. Letztlich konnte der Sieg aber doch noch über die Zeit gerettet werden. Im zweiten Spiel führten die Hannoveraner schon nach 13 Minuten mit 2:0. Der Vorsprung, der in der 52. Minute auf 2:1 verkürzt wurde, sollte für den Ausgleich der Serie reichen. In Partie 3 schlugen die schon in der Vorrunde sehr heimstarken Panther wieder zurück und drehten einen 0:2-Rückstand in einen deutlichen 6:2-Sieg. Auswärts lief dagegen nicht so viel, das vierte Spiel der Serie führte zum Ausgleich: 2:2. Zu viele Strafzeiten gegen Hannover führten in Spiel fünf zu einem 5:0-Kantersieg der Panther, denen damit nur noch ein Sieg zum Halbfinaleinzug fehlte. Doch ähnlich deutlich wie in Spiel fünf ging auch die sechste Partie zugunsten der Heimmannschaft, diesmal der Hannover Scorpions, aus. Es kam zum Show-down in Ingolstadt, der erst durch ein Empty-Net-Goal in der letzten Minute entschieden wurde. Nachdem die Scorpions die Play-offs im letzten Jahr nur als Zuschauer verfolgt hatten, standen sie in dieser Saison im Halbfinale.
|                 |   |                  | Serie | 1         | 2   | 3   | 4   | 5         | 6   | 7 | HR    |
| --------------- | - | ---------------- | ----- | --------- | --- | --- | --- | --------- | --- | - | ----- |
| DEG Metro Stars | – | Hamburg Freezers | 4:2   | 3:2 n. V. | 2:4 | 4:1 | 2:3 | 4:3 n. V. | 4:2 | – | [1:3] |

Gleich das erste Spiel dieser Viertelfinalserie ging in die Verlängerung, in der der ehemalige Hamburger Craig Johnson für die Entscheidung zugunsten der DEG sorgte. Deutlicher war da schon das Ergebnis aus Spiel zwei: 3:0 stand es schon nach dem ersten Drittel, 4:1 nach dem zweiten. Am Ende gewann Hamburg 4:2. Schnell führten die Metro Stars in der nächsten Partie mit 1:0, schnell folgte der Ausgleich. Die Entscheidung zum recht deutlichen 4:1 fiel erst in der Schlussphase durch Tore in der 57. und 60. Minute. Doch die Freezers konnten die Serie im vierten Spiel erneut ausgleichen. Matchwinner bei diesem 3:2-Sieg war Jeff Ulmer, der gleich zweimal traf. Im nächsten Aufeinandertreffen mussten die Teams zum zweiten Mal in die Verlängerung und wieder hieß der Sieger DEG Metro Stars. Daniel Kreutzer erzielte den Siegtreffer in der 66. Minute. Der Halbfinaleinzug konnten die Düsseldorfer dann in Hamburg feiern, als sie mit 4:2 gewannen. Den 2:0-Vorsprung aus der 6. Minute wurde von den Hanseaten noch ausgeglichen, doch im Schlussabschnitt sorgten Kreutzer und Alexander Sulzer für den Sieg der DEG.
|                     |   |             | Serie | 1   | 2   | 3         | 4   | 5 | 6 | 7 | HR    |
| ------------------- | - | ----------- | ----- | --- | --- | --------- | --- | - | - | - | ----- |
| Nürnberg Ice Tigers | – | Kölner Haie | 0:4   | 3:4 | 0:4 | 3:4 n. V. | 2:6 | – | – | – | [1:3] |

Die Kölner Haie hatten im Viertelfinale kaum Probleme gegen die Nürnberg Ice Tigers, die damit zum sechsten Mal in Folge trotz aussichtsreicher Tabellenposition im Play-off-Viertelfinale ausschieden. Im ersten Spiel gingen die Haie innerhalb von drei Minuten mit 3:0 in Führung, die von den Ice Tigers ausgeglichen werden konnte. Lasse Kopitz sorgte im Schlussabschnitt für den Siegtreffer. Die zweite Partie war eindeutiger: Brad Schlegel erzielte beide Tore zum 2:0-Vorsprung, Stéphane Julien und Mike Souza bauten diesen noch aus. Im dritten Spiel konnten die Ice Tigers zweimal eine Kölner Führung ausgleichen, ehe sie dann selbst in Führung gingen. Mirko Lüdemann rettete die Haie kurz vor Spielende in die Verlängerung, in der Bill Lindsay die Entscheidung brachte. Ein 6:2-Sieg sicherte dann für den Halbfinaleinzug.
Damit hatten sich die Eisbären Berlin, die DEG Metro Stars, die Kölner Haie und die Hannover Scorpions für das Halbfinale qualifiziert.

### Halbfinale
Die Halbfinalbegegnungen wurden ab dem 30. März und wie das Finale im Modus „Best-of-Five“ ausgetragen. Die bestplatzierte noch verbliebene Mannschaft der Vorrunde traf auf die schlechtplatzierteste, während der Zweitbestplatzierte der Vorrunde gegen den Drittbestplatzierten spielte.
|                 |   |                    | Serie | 1         | 2   | 3   | 4 | 5 | HR    |
| --------------- | - | ------------------ | ----- | --------- | --- | --- | - | - | ----- |
| Eisbären Berlin | – | Hannover Scorpions | 3:0   | 4:3 n. V. | 3:2 | 5:3 | – | – | [2:2] |

Die Eisbären hatten die längere Erholungsphase nach den Viertelfinalspielen, dennoch starteten die Scorpions engagiert in die Halbfinalserie. Erst in der Verlängerung setzten sich die Hohenschönhausener gegen Hannover, das zwischenzeitlich sogar mit 3:1 führte, durch. Im zweiten Spiel in der TUI Arena glichen die Scorpions zweimal eine Berliner Führung aus, schon im zweiten Abschnitt erzielten die Eisbären dennoch den Siegtreffer. Spiel drei der Serie fand dann wieder im Wellblechpalast statt. Jeweils zwei Treffer von Denis Pederson und Stefan Ustorf halfen den Hauptstädtern zum 5:3-Sieg, wodurch sich die Berliner erneut für die DEL-Finalserie qualifizierten.
|                 |   |             | Serie | 1   | 2   | 3   | 4         | 5   | HR    |
| --------------- | - | ----------- | ----- | --- | --- | --- | --------- | --- | ----- |
| DEG Metro Stars | – | Kölner Haie | 3:2   | 3:2 | 3:5 | 6:1 | 4:5 n. V. | 5:3 | [3:1] |

Das hitzigste Duell der Play-offs 2006 war wohl das rheinische Derby zwischen Düsseldorf und Köln, das vor allem von umstrittenen Schiedsrichter-Entscheidungen geprägt war. Schon im ersten Spiel wurden die Haie von Referee Rick Looker mit doppelt so vielen Strafzeiten bedacht wie die DEG. Diese ging in der ersten halben Stunde mit 3:0 in Führung, die Tore von Alex Hicks und Jan Alinč machten das Spiel aber noch einmal spannend. Der Ausgleich gelang den Domstädtern jedoch nicht mehr. Vor heimischem Publikum konnten die Kölner die Serie aber wieder ausgleichen. Hicks und Eduard Lewandowski erzielten die entscheidenden Treffer im Schlussabschnitt. Das dritte Spiel gewann die DEG klar mit 6:1, nachdem die Haie 1:0 in Führung gegangen waren; allein Tore Vikingstad traf dreimal ins gegnerische Tor.
In Köln liefen die Mannschaften vor der Rekordkulisse von 18.700 Zuschauern auf. Mit 4:4 ging es in die Verlängerung, in der die Metro Stars kaum noch zu Chancen kamen. Bill Lindsay glich die Serie wieder aus. Die Entscheidung wurde an der Brehmstraße getroffen, die nach der Saison durch den neu gebauten ISS Dome abgelöst wurde. Dabei machten die Metro Stars in den letzten fünf Minuten aus einem 2:3-Rückstand einen 5:3-Vorsprung. Die Kölner Fans und Verantwortlichen machten dafür Schiedsrichter Looker verantwortlich, der in den letzten fünf Spielminuten die hitzige Herangehensweise der Kölner mit 87 Strafminuten bestrafte. Für die Düsseldorfer war die Freude umso größer, da sie zum ersten Mal seit zehn Jahren gerade durch einen Sieg gegen den Erzrivalen Köln ins DEL-Finale einzogen.
Damit hatten sich die Eisbären Berlin und die DEG Metro Stars für das Finale qualifiziert.

### Finale
Die Finalserie wurde ab dem 13. April ausgespielt. Die Eisbären Berlin hatten aufgrund ihrer besseren Platzierung in der Hauptrunde das erste Heimrecht.
|                 |   |                 | Serie | 1   | 2   | 3   | 4 | 5 | HR    |
| --------------- | - | --------------- | ----- | --- | --- | --- | - | - | ----- |
| Eisbären Berlin | – | DEG Metro Stars | 3:0   | 6:1 | 2:0 | 6:2 | – | – | [2:2] |

Wie schon im letzten Jahr gewannen die Eisbären die Finalserie durch einen Sweep. Das erste Spiel konnte ohne große Mühe mit 6:1 gewonnen werden. Nach 35 Minuten lagen sie schon 3:0 vorn, nach einem Gegentreffer wurden im letzten Drittel auch letzte Zweifel beseitigt. Die zweite Partie war gleichzeitig das letzte DEL-Spiel an der Brehmstraße, weshalb die Stimmung unter den 10.217 Zuschauern blendend war. Walser und Quint brachten die Eisbären in den ersten beiden Dritteln mit 2:0 in Führung, was schließlich auch das Endergebnis war. Im dritten Spiel sah es nach dem ersten Drittel noch nach einer Chance für Düsseldorf aus. Mit 2:1 ging es in die erste Pause, doch dann kam nur noch der deutsche Meister zum Zug und erhöhte das Ergebnis auf 6:2.
Die Eisbären Berlin gewannen die Play-offs. Sie wurden damit Deutscher Meister 2006 und feierten nach 2005 ihren zweiten Titelgewinn in Folge.

## Schiedsrichter

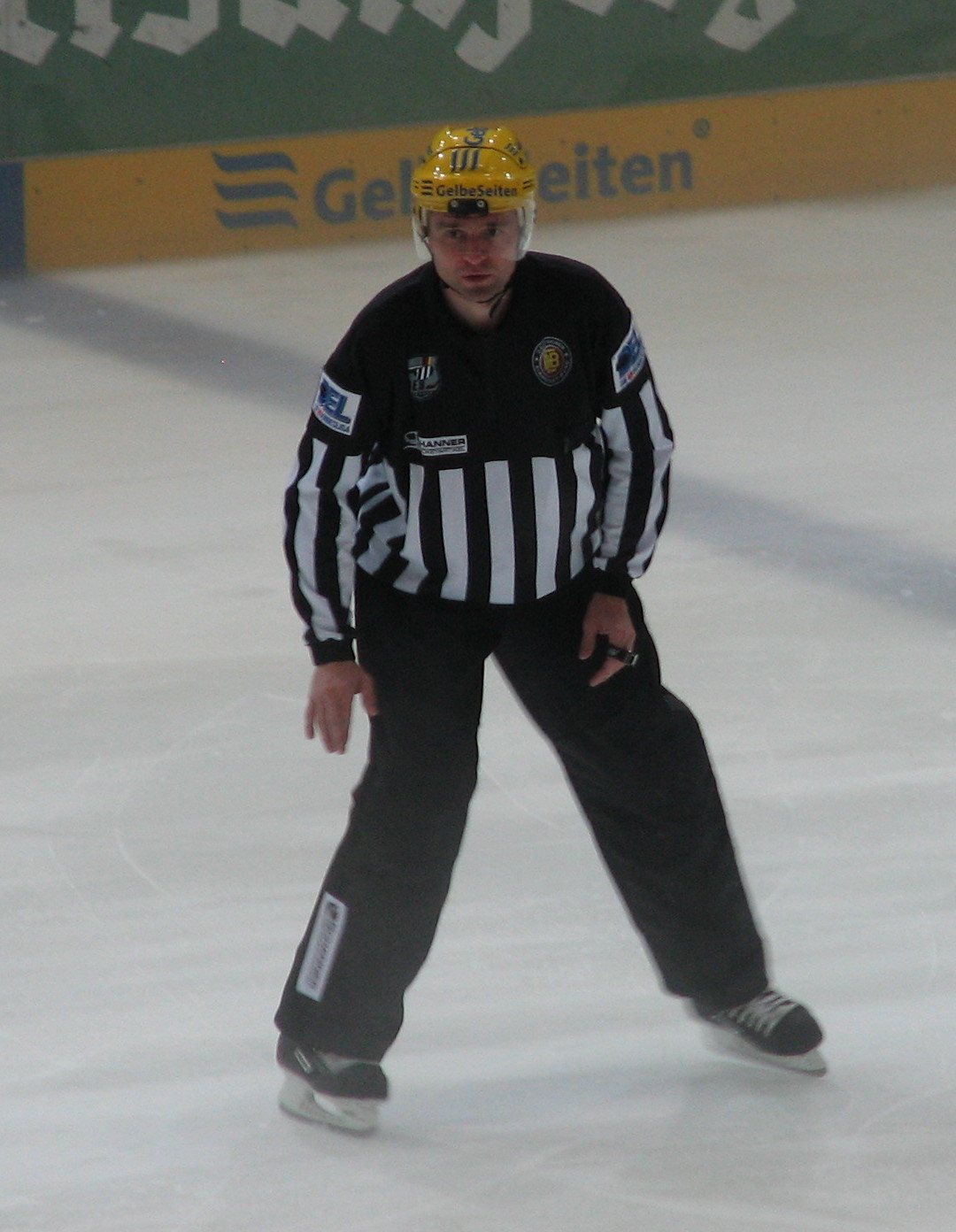
Ein DEL-Linesman im Dress der Saison 2005/06

Die Schiedsrichter starteten mit einem Team von 16 Referees in die Saison:
| - Roland Aumüller - Frank Awizus - Stefan Breiter - Heiko Dahle - Harald Deubert - Ralph Dimmers - Alfred Hascher - Michael Langer | - Christian Oswald - Axel Rademaker - Martin Reichert - Willi Schimm - Thomas Schurr - Richard Schütz - Roland Seckler - Stefan Vogl |

Aus Altersgründen schieden vor der Saison Wolfgang Hellwig und Profischiedsrichter Petr Chvatal aus diesem Team aus. Gerhard Lichtnecker hatte einen Job als Supervisor bei der IIHF in Aussicht, weshalb auch er als DEL-Schiedsrichter aufhörte. Während der Spielzeit wurden Dimmers, Langer und Vogl zu Zweitliga-Schiedsrichtern herabgestuft. Sie wurden ersetzt durch den Ex-Eishockeyspieler Steffen Klau und Neuling Daniel Piechaczek sowie Rick Looker, der als Profi aus den USA kam. Dieser brachte zwar anfangs gute Leistungen, doch später nahm seine Form ab. Looker verteilte allein elf von insgesamt 77 Spieldauer-Disziplinarstrafen.
Wie in den Vorjahren nahm die DEL am IIHF Referee Exchange Program teil, wobei Thomas Schurr aus familiären Gründen nicht mehr länger daran teilnahm und durch Martin Reichert ersetzt wurde. Zweiter Teilnehmer an diesem Programm war Richard Schütz. Im Gegenzug wurden 13 DEL-Spiele von ausländischen Schiedsrichtern geleitet.
Seit dem 1. Januar 2006 waren die Referees angehalten, sich an der „Null-Toleranz-Richtlinie“ zu orientieren. Dies führte dazu, dass für kurze Zeit mehr Strafen verteilt wurden. Danach pendelte sich die Quote wieder auf dem vorherigen Niveau ein, was zum einen daran lag, dass die Schiedsrichter nach einigen Spielen wieder weniger konsequent waren, zum anderen aber auch daran, dass die Spieler sich auf die neue Regelauslegung einstellten.
Um Schiedsrichter-Neulinge (z. B. auch ehemalige Spieler) an die DEL zu führen, gründete die Liga ein Traineeprogramm, das von Ex-DEL-Referee Gerhard Müller geleitet wird. Es nahmen fünf Schiedsrichter teil: Georgij Jablukow, Raik van Gameren, Daniel Piechaczek, Ulpi Sicorschi und Markus Brill.

## All-Star Game
Das DEL All-Star Game 2006 fand am 5. Februar 2006 im Krefelder Königpalast. Dabei standen sich zum letzten Mal ein All-Star-Team der besten ausländischen DEL-Spieler und die deutsche Nationalmannschaft gegenüber. Ab der Spielzeit 2006/07 trat ein Team Europa gegen eine Auswahl der besten nordamerikanischen Spieler der Liga gegeneinander an. Nach 60 Minuten gewann die deutsche Nationalmannschaft schließlich mit 5:3 Toren. Im Rahmen der Skills Competition war Eduard Lewandowski mit 12,95 Sekunden schnellster Skater, Thomas Greiss bester Torhüter und Jakub Ficenec hatte mit 142 km/h den härtesten Schlagschuss.

## Kader des Deutschen Meisters
| Deutscher Meister Eisbären Berlin | Torhüter: Tomáš Pöpperle, Daniar Dshunussow, Youri Ziffzer Verteidiger: Deron Quint, Rob Leask, Frank Hördler, Tobias Draxinger, Drake Berehowsky, Derrick Walser, Micki DuPont, Jens Baxmann, Norman Martens Angreifer: Patrick Jarrett, Sven Felski, Richard Mueller, Stefan Ustorf, Mark Beaufait, Denis Pederson, Kelly Fairchild, Jonathan Lehun, André Rankel, Florian Busch, Steve Walker, Sean Fischer, Alexander Weiß, Marcel Müller, Christoph Gawlik Cheftrainer: Pierre Pagé | Feier der deutschen Meisterschaft 2006 |